# Hirzberg
Pour l’article homonyme, voir Hirzberg (massif du Dachstein).
Le Hirzberg est un sommet du massif des Vosges culminant à 1 137 m d'altitude, dans la commune de Sainte-Marie-aux-Mines (Haut-Rhin, France).

## Accès
Le Hirzberg est accessible par différents sentiers de randonnée.

## Refuge
Un refuge-cabane des années 1960 est situé à 1 100 m d'altitude, permettant le couchage de deux personnes et disposant d'une source 100 m plus bas.  